# Sons of Liberty (jeu vidéo)
Sons of Liberty est un jeu vidéo de type wargame créé par Chuck Kroegel et David Landrey et publié par Strategic Simulations en 1987 sur Apple II et Commodore 64, puis porté en 1987 sur IBM PC et Atari 8-bit. Le jeu se déroule pendant la guerre d'indépendance des États-Unis dont il simule les batailles de Bunker Hill, de Saratoga et de Monmouth

## Système de jeu
Sons of Liberty est un wargame qui simule, au niveau tactique et opérationnel, la bataille de Bunker Hill, les batailles de Saratoga et la bataille de Monmouth de la  guerre d'indépendance des États-Unis,. Le joueur, qui commande l’armée des treize colonies d'Amérique du Nord ou celle du Royaume de Grande-Bretagne, peut affronter l’ordinateur ou un autre joueur, qui commande le camp adverse. Le jeu propose trois niveaux de difficulté. Le niveau de base permet au joueur de contrôler son armée uniquement à l’aide du joystick, alors que les niveaux supérieurs – intermédiaire et avancé – nécessitent également l’utilisation du clavier. Les niveaux supérieurs intègrent en effet des paramètres et des fonctionnalités supplémentaires comme la désorganisation et la formation des unités au niveau intermédiaire et la gestion du commandement des unités au niveau le plus avancé. Le jeu propose également plusieurs options qui permettent par exemple d’activé ou non le brouillard de guerre.
Le jeu se déroule au tour par tour, chaque tour représentant une durée de deux heures. Chaque tour est composé de plusieurs phases. La première permet au joueur de déplacer ses unités. Pour cela, le joueur doit positionner un curseur sur l’unité en question, puis utilisé le joystick ou clavier pour la déplacer suivant une des huit directions possibles. La distance sur laquelle une unité peut se déplacer dépend du nombre de point d’opération dont elle dispose, qui dépend entre autres du type de l’unité (infanterie, cavalerie ou artillerie) et du type de terrain qu’elle tente de traverser. Toujours en dépensant les points d’opération de l’unité, le joueur peut ensuite lui ordonner d’attaquer une unité ennemie, si celle-ci se trouve dans son champ de vision et est à portée de tir. Une fois qu’un joueur a déplacé toutes ses unités, le joueur adverse a l’opportunité d’ordonner à ses troupes de riposter, avant le déclenchement de la phase de combat dans laquelle les unités de chaque camp tirent alternativement. Les phases précédentes sont ensuite répétées en inversant les rôles pour compléter le tour de jeu.

## Développement et publication
Sons of Liberty  est développé par Chuck Kroegel et David Landrey. Ils s’appuient pour cela sur le moteur de jeu de leur série de wargames sur le thème de la guerre de Sécession que sont Battle of Antietam (1985), Gettysburg: The Turning Point (1986), Rebel Charge at Chickamauga (1987) et  Shiloh: Grant's Trial in the West (1987). Le jeu est publié par Strategic Simulations en décembre 1987 sur Apple II et Commodore 64. Il est ensuite porté sur IBM PC en janvier 1988 puis sur Atari 8-bit en mars de la même année,. Des versions sur Amiga et Atari ST sont initialement envisagées mais celles-ci sont finalement annulées,,.

## Accueil
| Sons of Liberty       |      |       |
| Média                 | Nat. | Notes |
| Computer Gaming World | US   | 3.5/5 |
| The Games Machine     | US   | 77 %  |